# Malaxis
Malaxis é um género botânico pertencente à família das orquídeas (Orchidaceae). Foi proposto por {Sw.|Olaf Swartz]], sobre material de Daniel Carr Solander, publicado em Nova Genera et Species Plantarum seu Prodromus 8, 119, em 1788. É tipificado pela Malaxis spicata Sw., designada por N. L. Britton e A. Brown, Illinois Fl. N.U.S. ed. 2. 1: 570, em 1913. O nome do gênero vem do grego malaxis, delicado, macio, em referência à aparência das folhas desse gênero.
Como Liparis, este gênero também necessita de melhor definição, agrarda-se uma nova circunscrição para breve. Diversos gêneros foram recentemante propostos para sua reorganização, entretanto trazermos aqui o gênero como anteriormente caracterizado, um vez que a classificação exata de suas espécies dentre estes novos gêneros está ainda algo indefinida e sujeita a controvérsias.
Trata-se de gênero pan-tropical composto por mais de 400 espécies de ervas terrestres ou epífitas, dos campos e matas secundárias. A grande maioria das espécies habita a Oceania, África e Ásia, apenas cerca de dez espécies, são nativas do território brasileiro, em regra em matas secas e sombrias sobre detritos vegetais.
Caracterizam-se atualmente, dentre os gêneros desta tribo, por apresentarem pseudobulbos bem marcados, porém pequenos, ocultos por bainhas imbricanes das folhas, estas, moles, herbáceas, em regra verdes, grandes, de nervuras paralelas, e vistosas porém algumas vezes desaparecendo na época da floração. A longa inflorescência afila, de bainhas espaçadas, é terminal, no Brasil com flores dispostas em umbelas.
As flores são muito pequenas, frágeis e carnosas, invertidas, abrindo-se em sucessão; o labelo é tombado sobre a coluna, as pétalas, curvadas para trás, muito mais estreitas que es sépalas.